# Teknob
Teknob eller Theeknob er en cirka 30 km² stor sandbanke beliggende vest for Amrum Odde i det vestlige Sydslesvig. Sandbanken er en af flere ud for Amrum, som fungerer som en slags bølgebryder for øerne Amrum og Før. Syd for Teknob følger sandbankene Hørnum Sand / Hørnumknob og Holtknobs. Vest for Teknob og Vestbrændingen strækker sig prilen (tidevandsrnde) Fartrap Dyb ind i det nordfrisiske vadehav ved Sild. En anden lille tidevandsrende ved Teknob (Teknobsrende) er nu næsten helt tilsandet.
Sandbankens navn forklares ved en episode i 1735, hvor et skib, som var ladet med flere te-kister, strandede på sandbanken.
Stednavneendelsen -knob kendes også fra andre steder i det danske sprogområde, syd for Århus findes f. eks. Tunø Knob.